# Veszprém (comitat)
Pour les articles homonymes, voir Veszprém (homonymie).
Veszprém (hongrois : Veszprém vármegye) est un comitat de l'ouest de la Hongrie.

## Géographie

### Localisation
Le comitat ou comté de Veszprém se situe dans l'ouest de la Hongrie. Il couvre les collines de Bakony et la rive nord du lac Balaton. Il partage des frontières avec les comtés hongrois de Vas, Győr-Moson-Sopron, Komárom-Esztergom, Fejér, Somogy et Zala. La capitale du comté de Veszprém est Veszprém. La rivière Marcal longe une partie de sa frontière occidentale. Sa superficie est de 4 613 km2. Le point culminant du comté est le Kőris-hegy (709 m) à North Bakony.

### Géologie
Les roches du territoire du comté sont le basalte, le tuf, le calcaire et la dolomite, une partie du territoire étant recouvert par des marais. La région est riche en minéraux. Les montagnes de Bakony sont riches en eau karstique.

### Climat
Le climat du comté de Veszprém est tempéré.

## Population
En 2015, le comitat avait une population de 346,647 habitants et une densité de population de 77 habitants au km².

### Religion
Les adhésions religieuses dans le comté d'après le recensement de 2011 :
- Catholique – 167,372 (Église catholique romaine – 166,597; Église grecque-catholique – 719);
- Église réformée – 30,491;
- Église évangélique – 12,813;
- autres religions – 4,376;
- Irréligion – 43,171;
- Athéisme – 3,915;
- Non déclarés – 90,930.

## Organisation administrative

### Districts
Jusqu'en 2013, le comitat était divisé en micro-régions statistiques (kistérség). À la suite de la réforme territoriale du 1er janvier 2013, elles ont été remplacées par les districts (járás) qui avaient été supprimés en 1984. Désormais, le comitat est subdivisé en 10 districts :
| District                  | Siège         | Superficie | Population | Localités |
| ------------------------- | ------------- | ---------- | ---------- | --------- |
| District d'Ajka           | Ajka          | 320,71     | 39 221     | 11        |
| District de Balatonalmádi | Balatonalmádi | 239,76     | 24 999     | 10        |
| District de Balatonfüred  | Balatonfüred  | 357,74     | 24 366     | 22        |
| District de Devecser      | Devecser      | 421,73     | 14 753     | 28        |
| District de Pápa          | Pápa          | 1 022,09   | 58 848     | 49        |
| District de Sümeg         | Sümeg         | 306,41     | 15 007     | 21        |
| District de Tapolca       | Tapolca       | 540,30     | 33 901     | 33        |
| District de Várpalota     | Várpalota     | 294,28     | 37 384     | 8         |
| District de Veszprém      | Veszprém      | 629,61     | 85 573     | 19        |
| District de Zirc          | Zirc          | 331,02     | 19 334     | 15        |

## Municipalities
Le comitat de Veszprém a 1 ville de droit comital, 14 villes, 2 large villages et 200 villages.
Ville de droit comital
- Veszprém (61,721) – chef-lieu

Villes

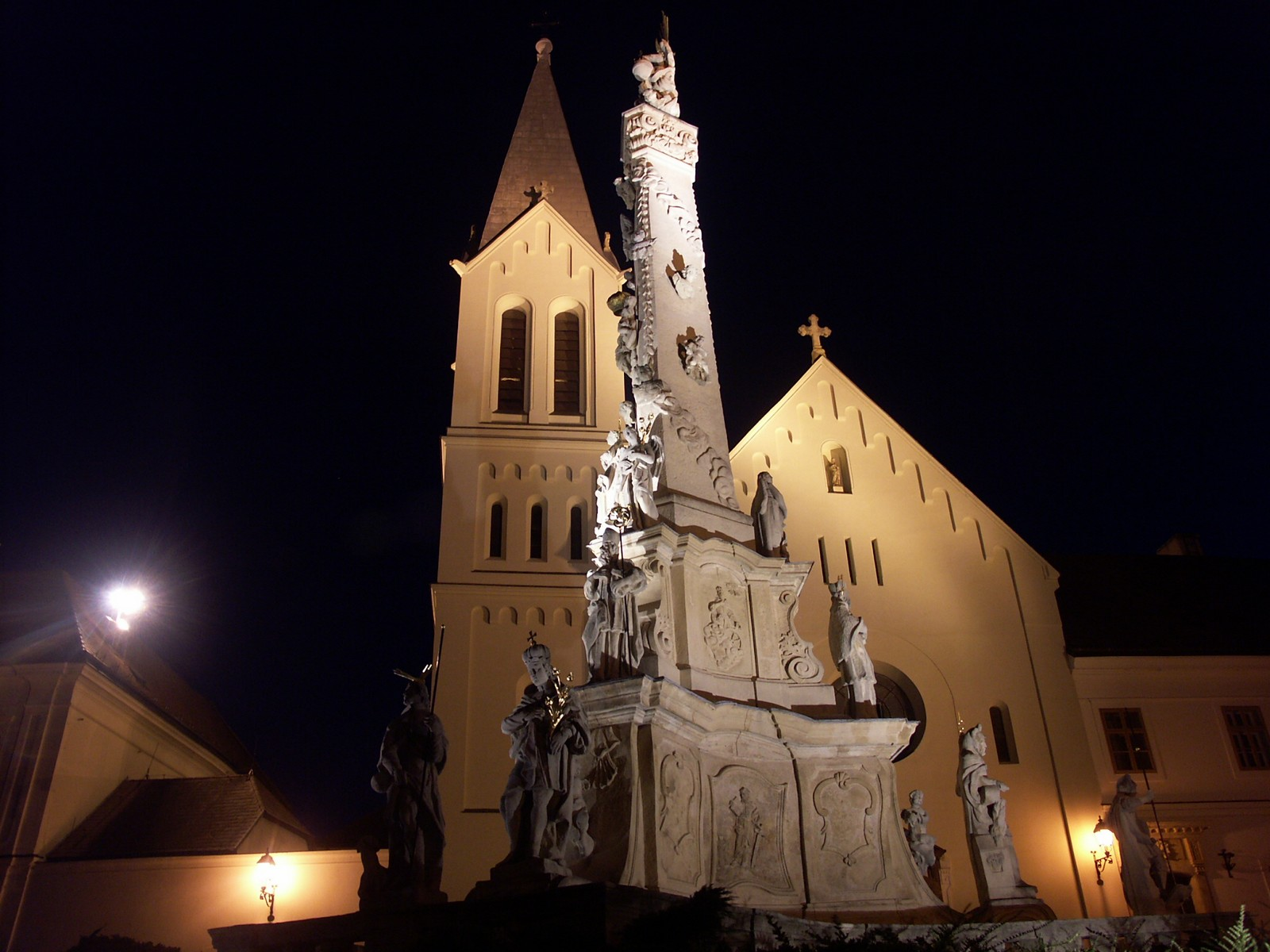
Veszprém - église franciscaine, place de la Sainte Trinité

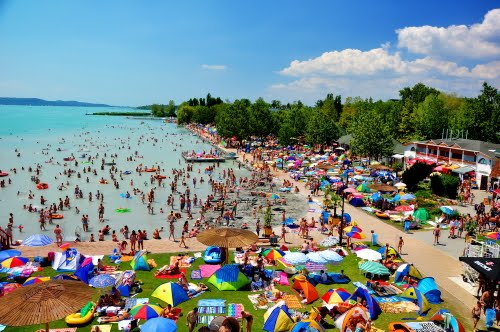
Plage de Balatonfüred

(par ordre de population, d'après le recensement de 2011)

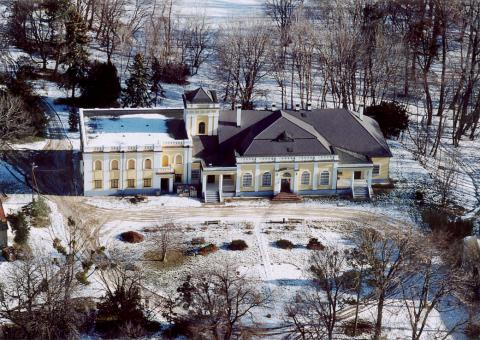
Château de Csetény

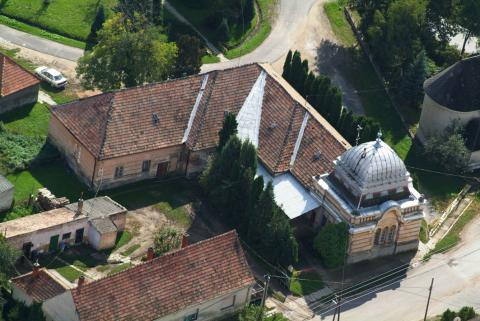
Mezőlak vu du ciel

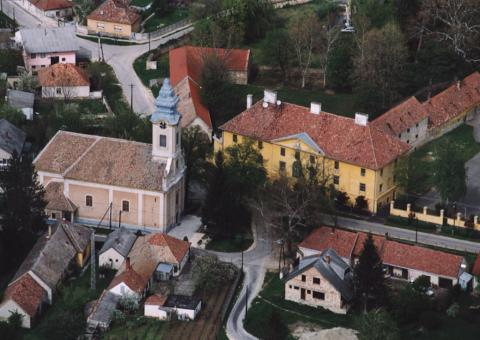
Pápakovácsi vu du ciel

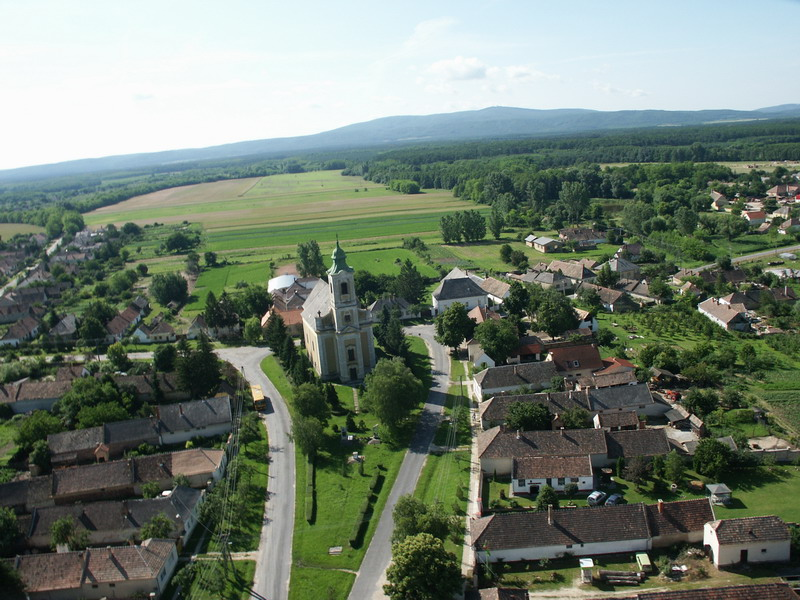
Pápateszér vu du ciel

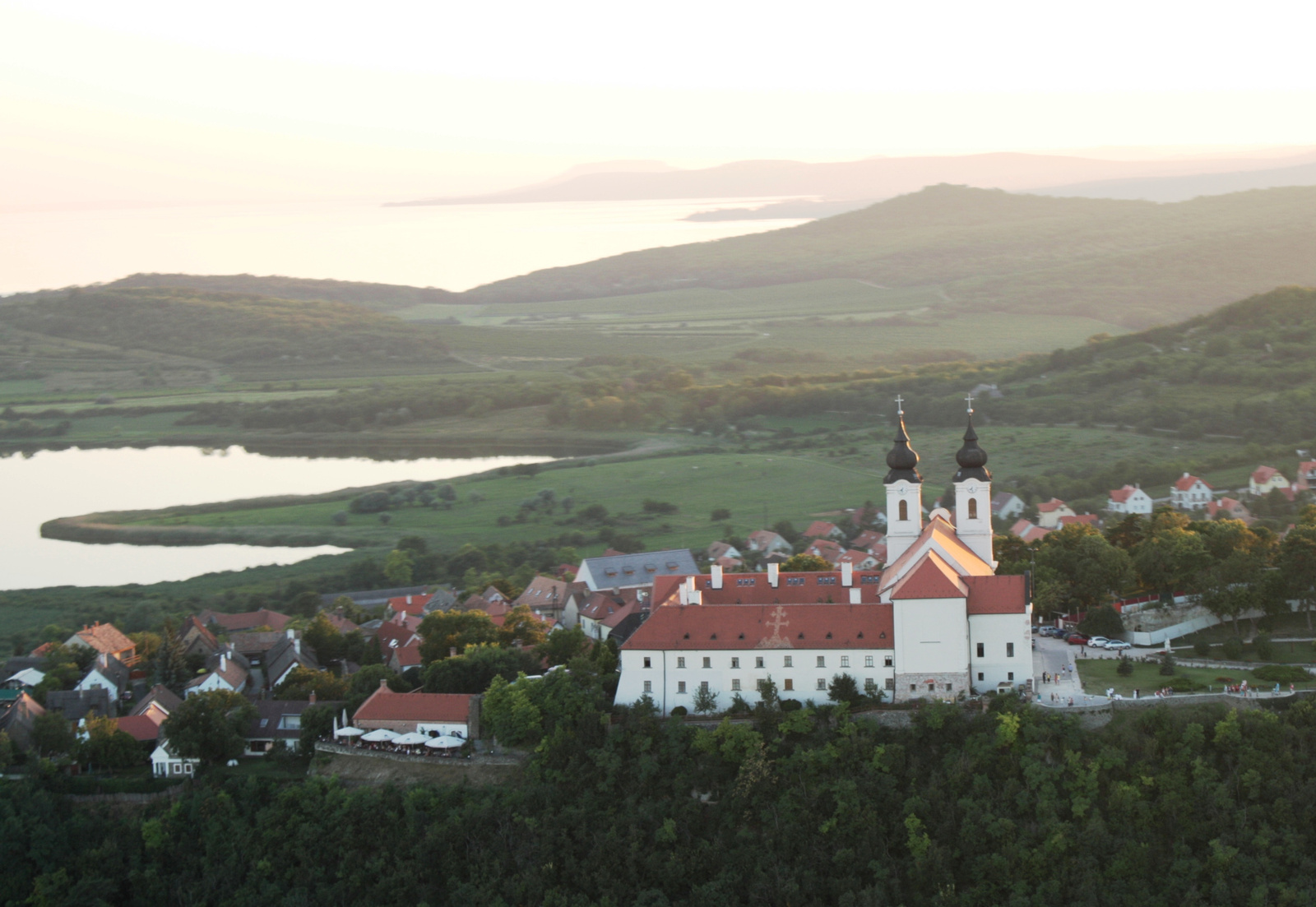
Tihany - L'abbaye bénédictine et le village

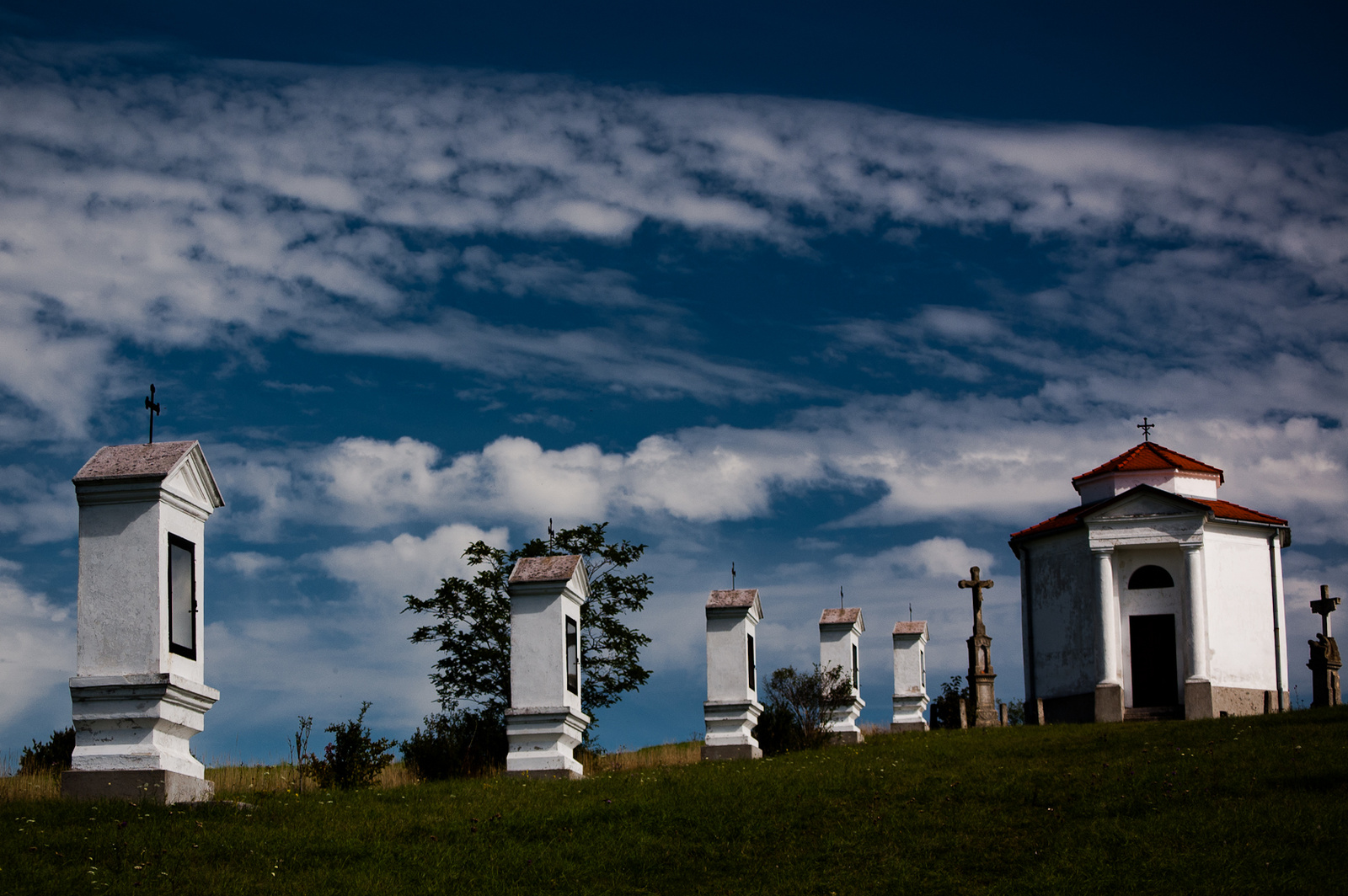
Église de Vöröstó

- Pápa (33,583)
- Ajka (31,971)
- Várpalota (21,682)
- Tapolca (17,914)
- Balatonfüred (13,289)
- Balatonalmádi (8,514)
- Zirc (7,445)
- Sümeg (6,847)
- Berhida (5,927)
- Devecser (5,232)
- Balatonfűzfő (4,337)
- Herend (3,446)
- Balatonkenese (3,311)
- Badacsonytomaj (2,312)

Villages
(par ordre alphabétique)
- Adásztevel
- Adorjánháza
- Alsóörs
- Apácatorna
- Aszófő
- Ábrahámhegy
- Badacsonytördemic
- Bakonybél
- Bakonyjákó
- Bakonykoppány
- Bakonynána
- Bakonyoszlop
- Bakonypölöske
- Bakonyság
- Bakonyszentiván
- Bakonyszentkirály
- Bakonyszücs
- Bakonytamási
- Balatonakali
- Balatonakarattya
- Balatoncsicsó
- Balatonederics
- Balatonfőkajár
- Balatonhenye
- Balatonrendes
- Balatonszepezd
- Balatonszőlős
- Balatonudvari
- Balatonvilágos
- Barnag
- Bazsi
- Bánd
- Béb
- Békás
- Bodorfa
- Borszörcsök
- Borzavár
- Csabrendek
- Csajág
- Csehbánya
- Csesznek
- Csetény
- Csögle
- Csopak
- Csót
- Dabronc
- Dabrony
- Dáka
- Doba
- Döbrönte
- Dörgicse
- Dudar
- Egeralja
- Egyházaskesző
- Eplény
- Farkasgyepű
- Felsőörs
- Ganna
- Gecse
- Gic
- Gógánfa
- Gyepükaján
- Gyulakeszi
- Hajmáskér
- Halimba
- Hárskút
- Hegyesd
- Hegymagas
- Hetyefő
- Hidegkút
- Homokbödöge
- Hosztót
- Iszkáz
- Jásd
- Kamond
- Kapolcs
- Karakószörcsök
- Káptalanfa
- Káptalantóti
- Kemeneshőgyész
- Kemenesszentpéter
- Kerta
- Kékkút
- Királyszentistván
- Kisapáti
- Kisberzseny
- Kiscsősz
- Kislőd
- Kispirit
- Kisszőlős
- Kolontár
- Köveskál
- Kővágóörs
- Kup
- Külsővat
- Küngös
- Lesencefalu
- Lesenceistvánd
- Lesencetomaj
- Litér
- Lovas
- Lovászpatona
- Lókút
- Magyargencs
- Magyarpolány
- Malomsok
- Marcalgergelyi
- Marcaltő
- Márkó
- Megyer
- Mencshely
- Mezőlak
- Mihályháza
- Mindszentkálla
- Monostorapáti
- Monoszló
- Nagyacsád
- Nagyalásony
- Nagydém
- Nagyesztergár
- Nagygyimót
- Nagypirit
- Nagytevel
- Nagyvázsony
- Nemesgörzsöny
- Nemesgulács
- Nemeshany
- Nemesszalók
- Nemesvámos
- Nemesvita
- Németbánya
- Noszlop
- Nóráp
- Nyárád
- Nyirád
- Olaszfalu
- Oroszi
- Óbudavár
- Öcs
- Örvényes
- Öskü
- Ősi
- Paloznak
- Papkeszi
- Pápadereske
- Pápakovácsi
- Pápasalamon
- Pápateszér
- Pécsely
- Pénzesgyőr
- Pétfürdő
- Porva
- Pula
- Pusztamiske
- Raposka
- Révfülöp
- Rigács
- Salföld
- Sáska
- Somlójenő
- Somlószőlős
- Somlóvásárhely
- Somlóvecse
- Sóly
- Sümegprága
- Szápár
- Szentantalfa
- Szentbékkálla
- Szentgál
- Szentimrefalva
- Szentjakabfa
- Szentkirályszabadja
- Szigliget
- Szőc
- Tagyon
- Takácsi
- Taliándörögd
- Tapolca-Diszel
- Tés
- Tihany
- Tótvázsony
- Tüskevár
- Ugod
- Ukk
- Uzsa
- Úrkút
- Vanyola
- Varsány
- Vaszar
- Várkesző
- Városlőd
- Várpalota
- Vászoly
- Veszprémfajsz
- Veszprémgalsa
- Vid
- Vigántpetend
- Vilonya
- Vinár
- Vöröstó
- Zalaerdőd
- Zalagyömörő
- Zalahaláp
- Zalameggyes
- Zalaszegvár
- Zánka

 Ces municipalités sont de large villages.

## Galerie

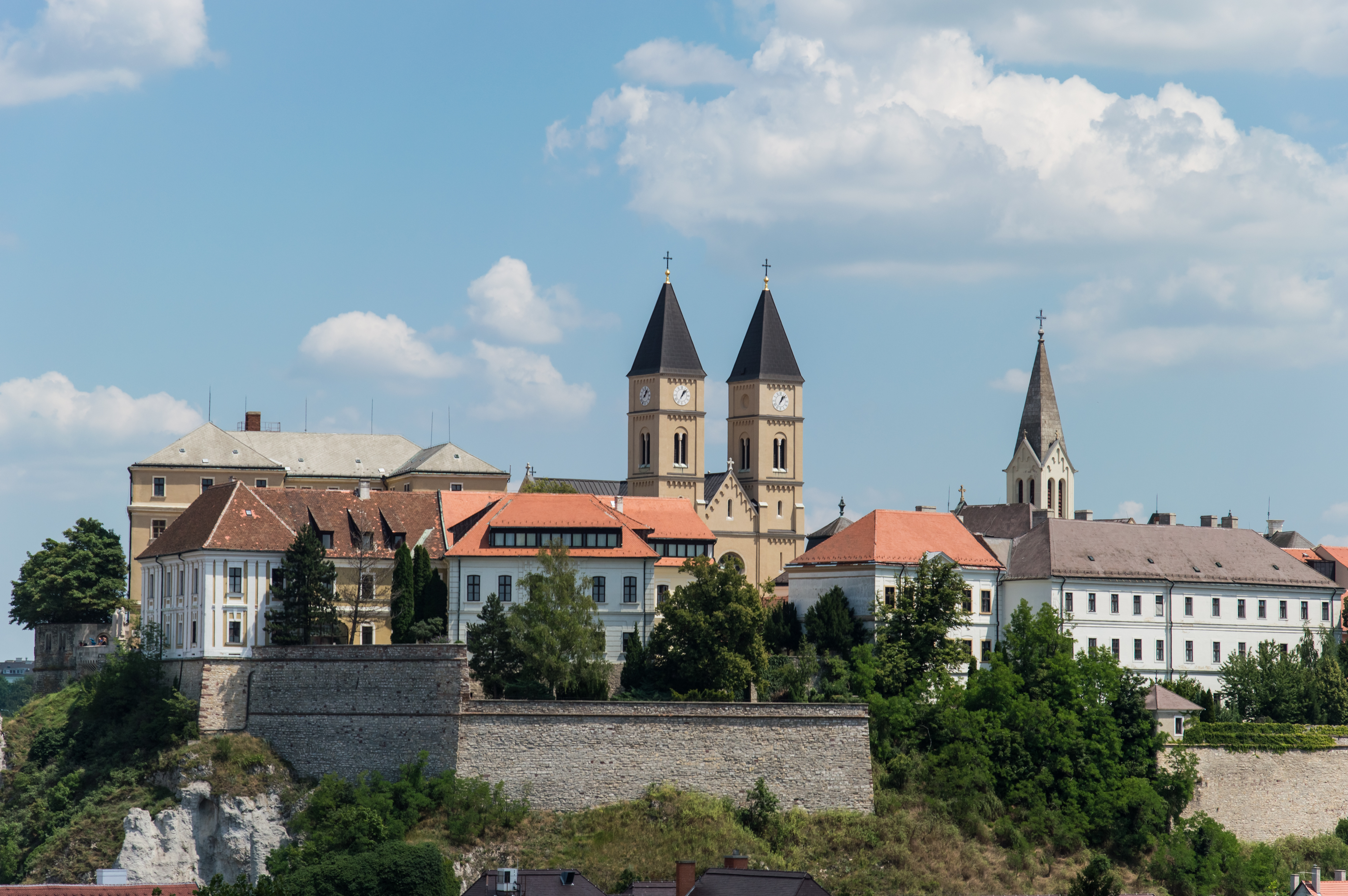
Veszprém, la Ville des Reines
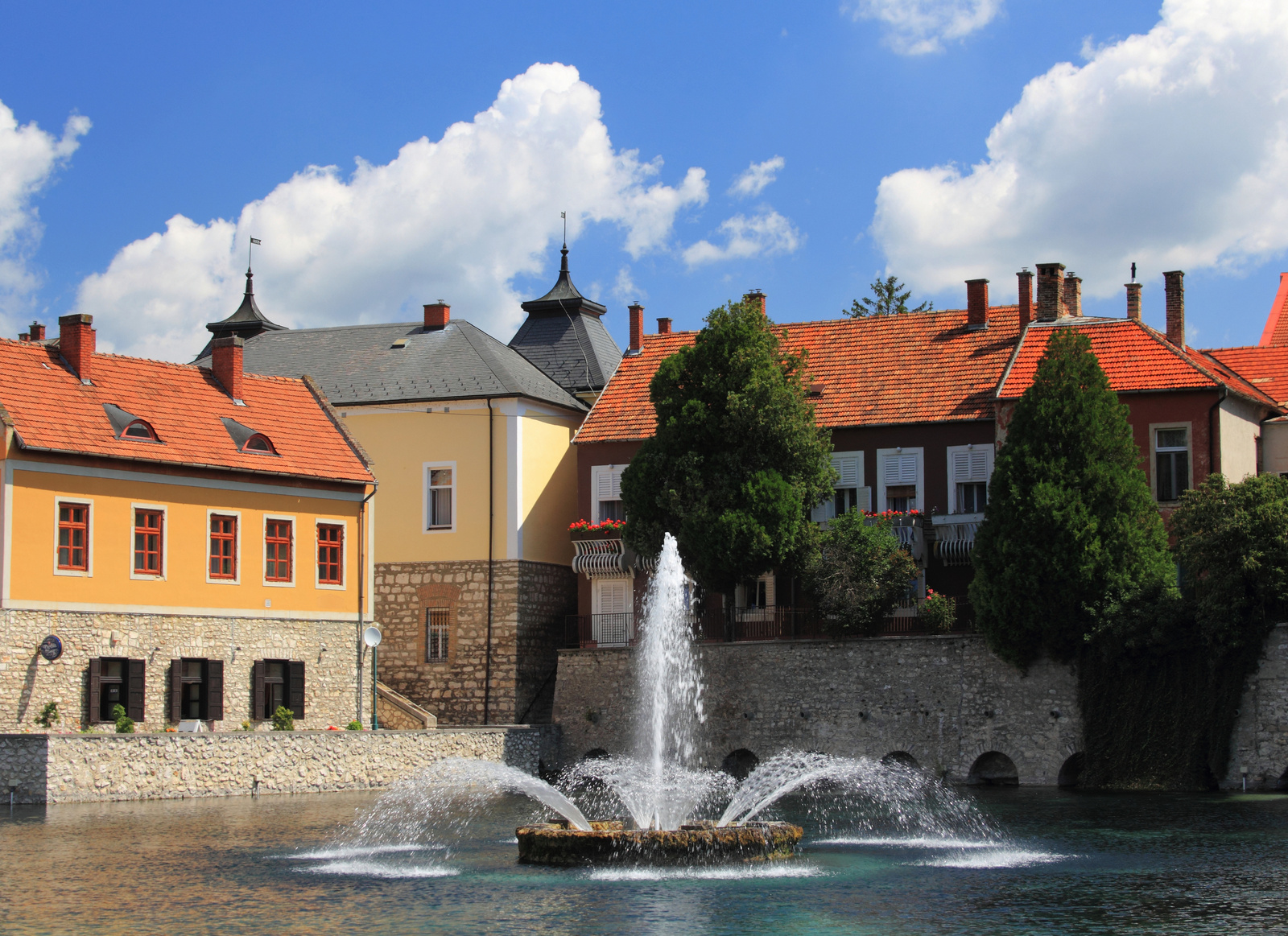
Tapolca
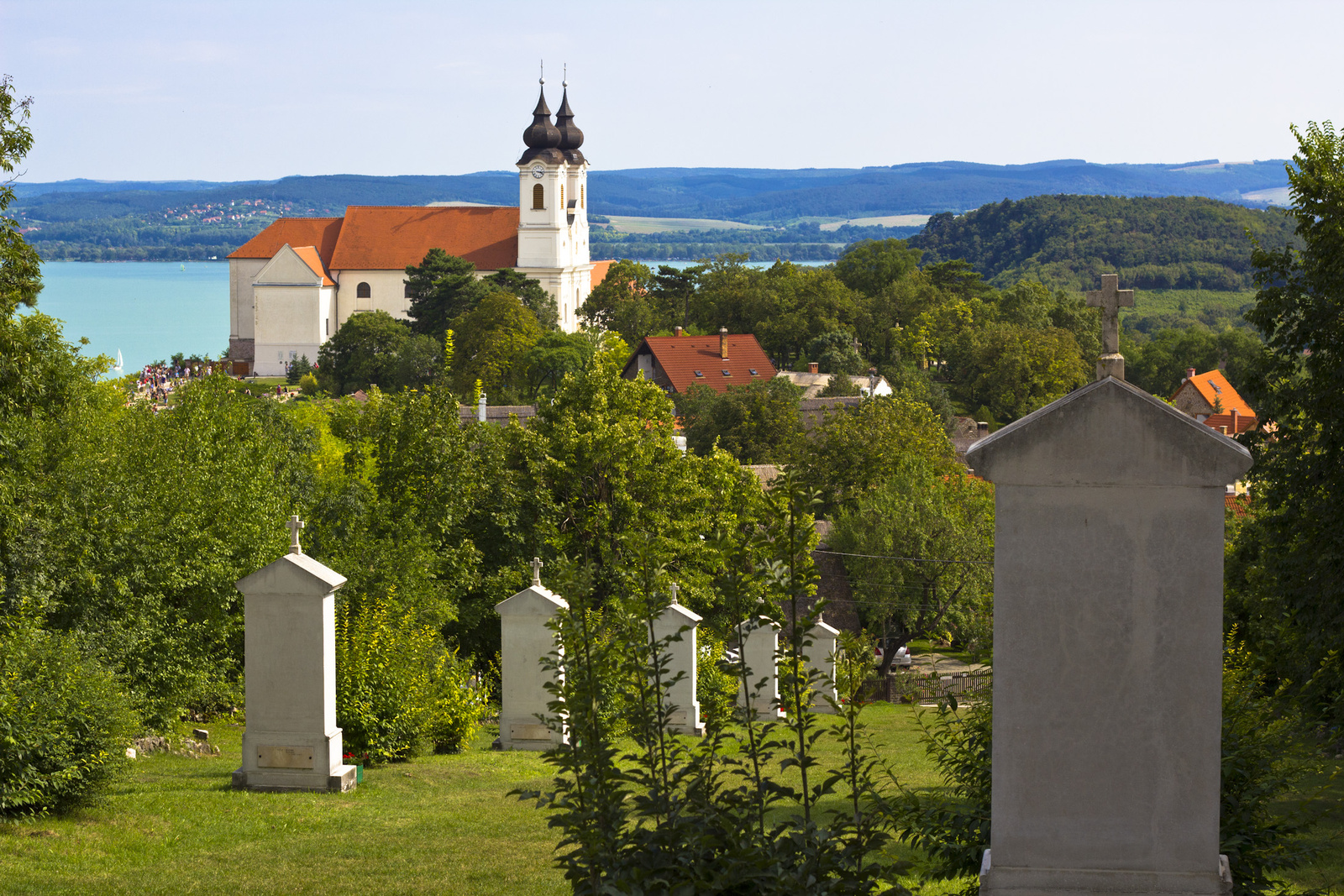
Tihany, derrière l'Abbaye de Tihany et le lac Balaton
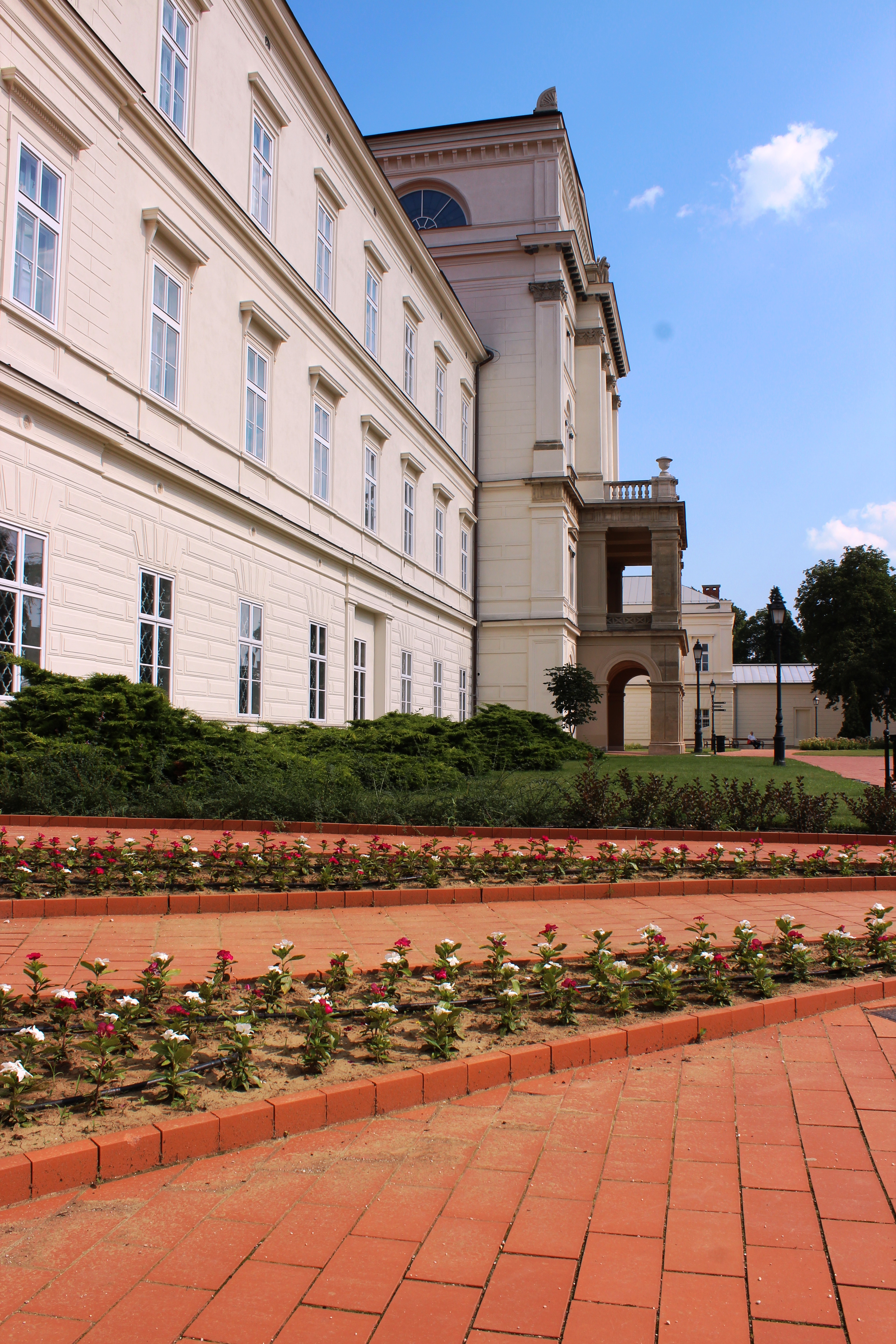
Couvent à Zirc
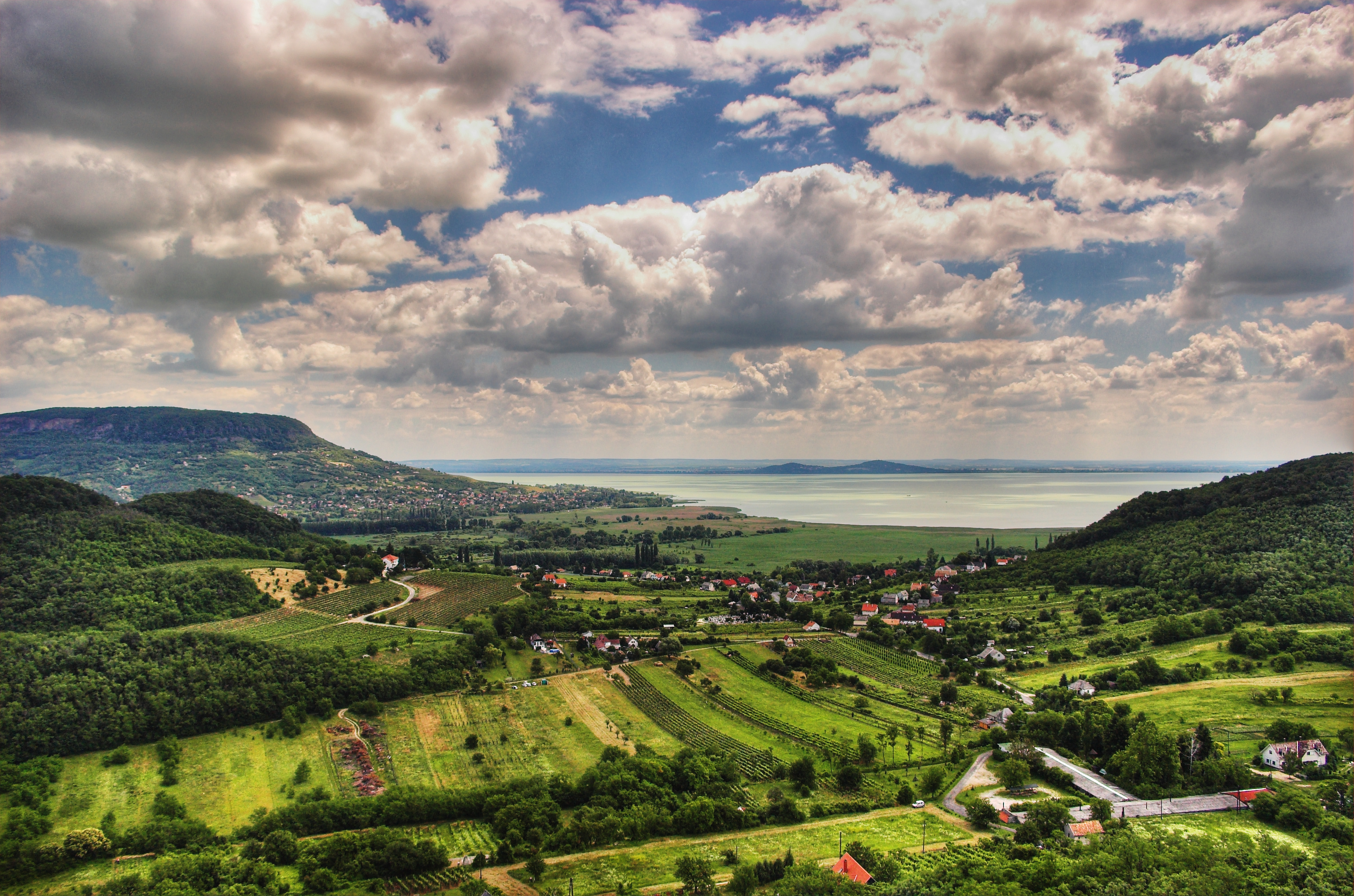
Badacsony
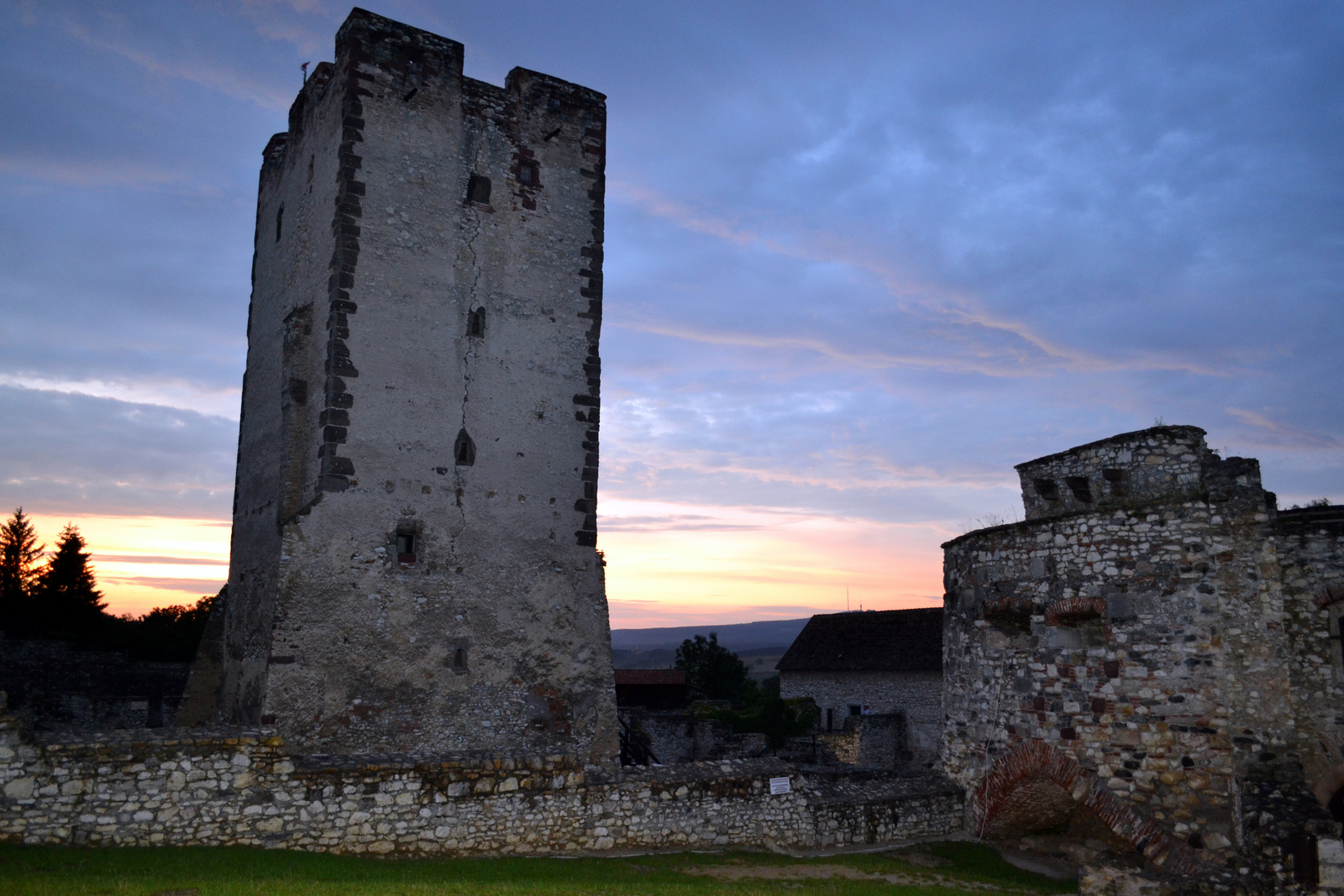
Château de Vázsonykő, à Nagyvázsony
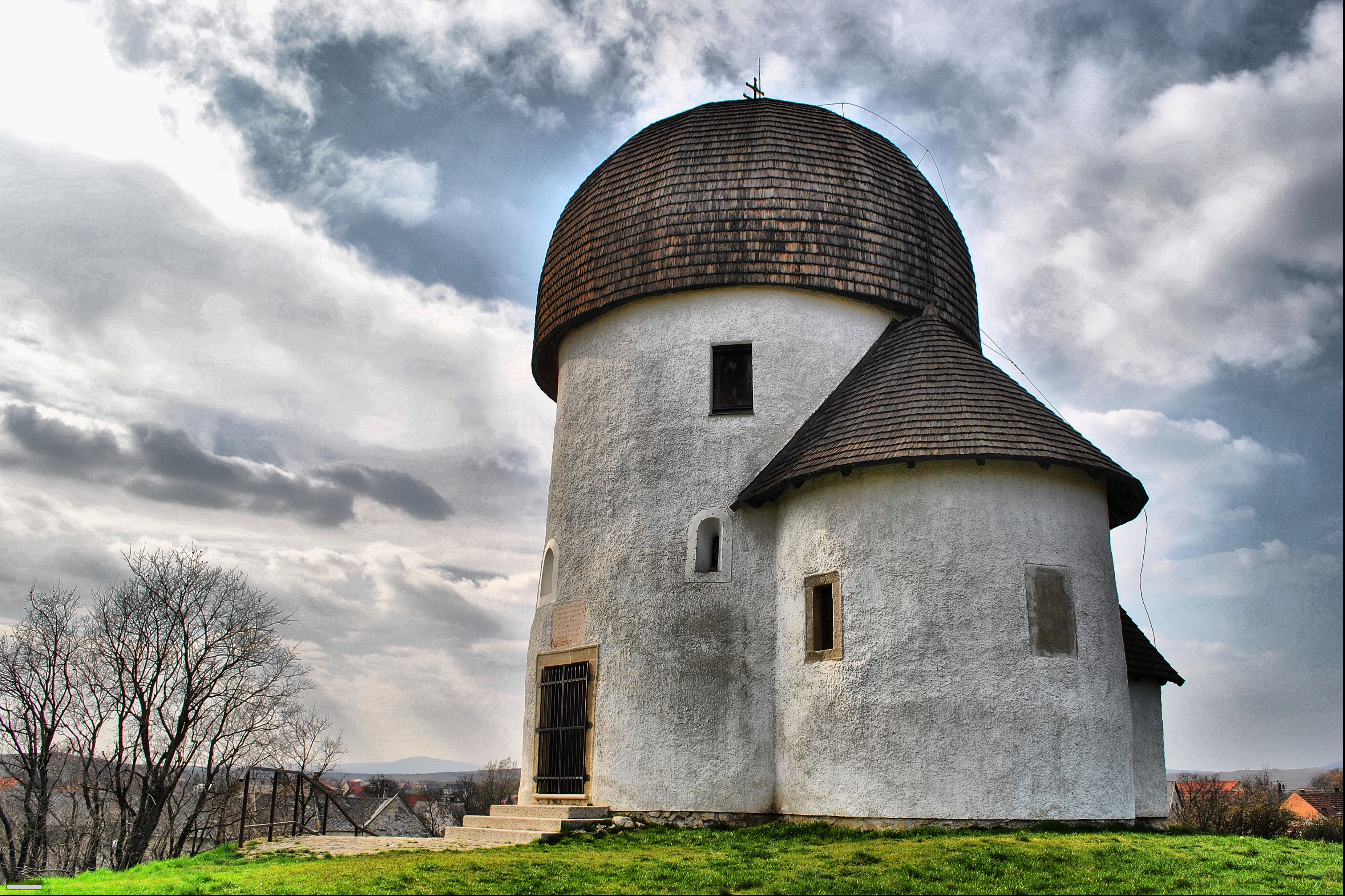
Église ronde d'Öskü
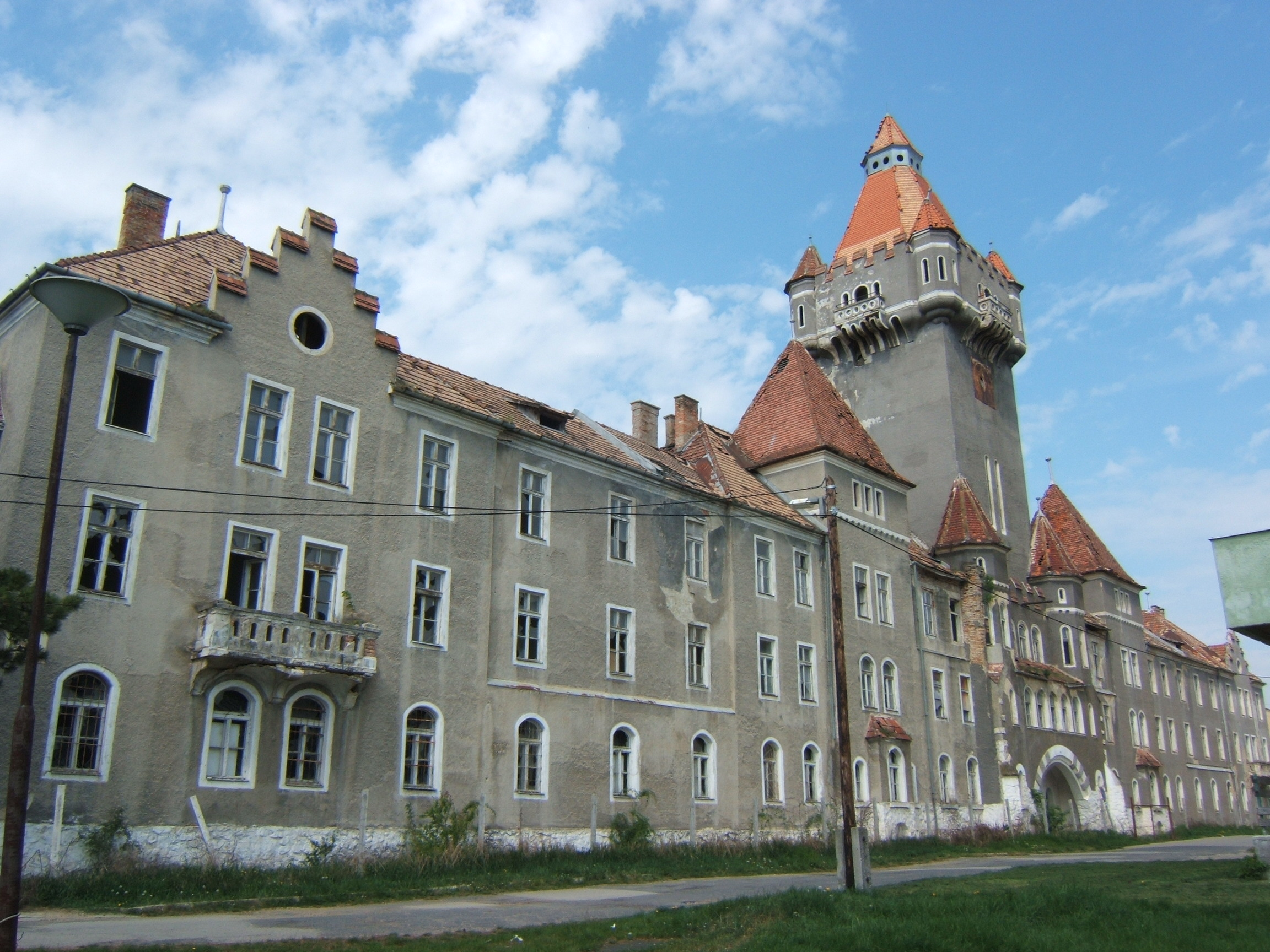
Hajmáskér